# コーキング

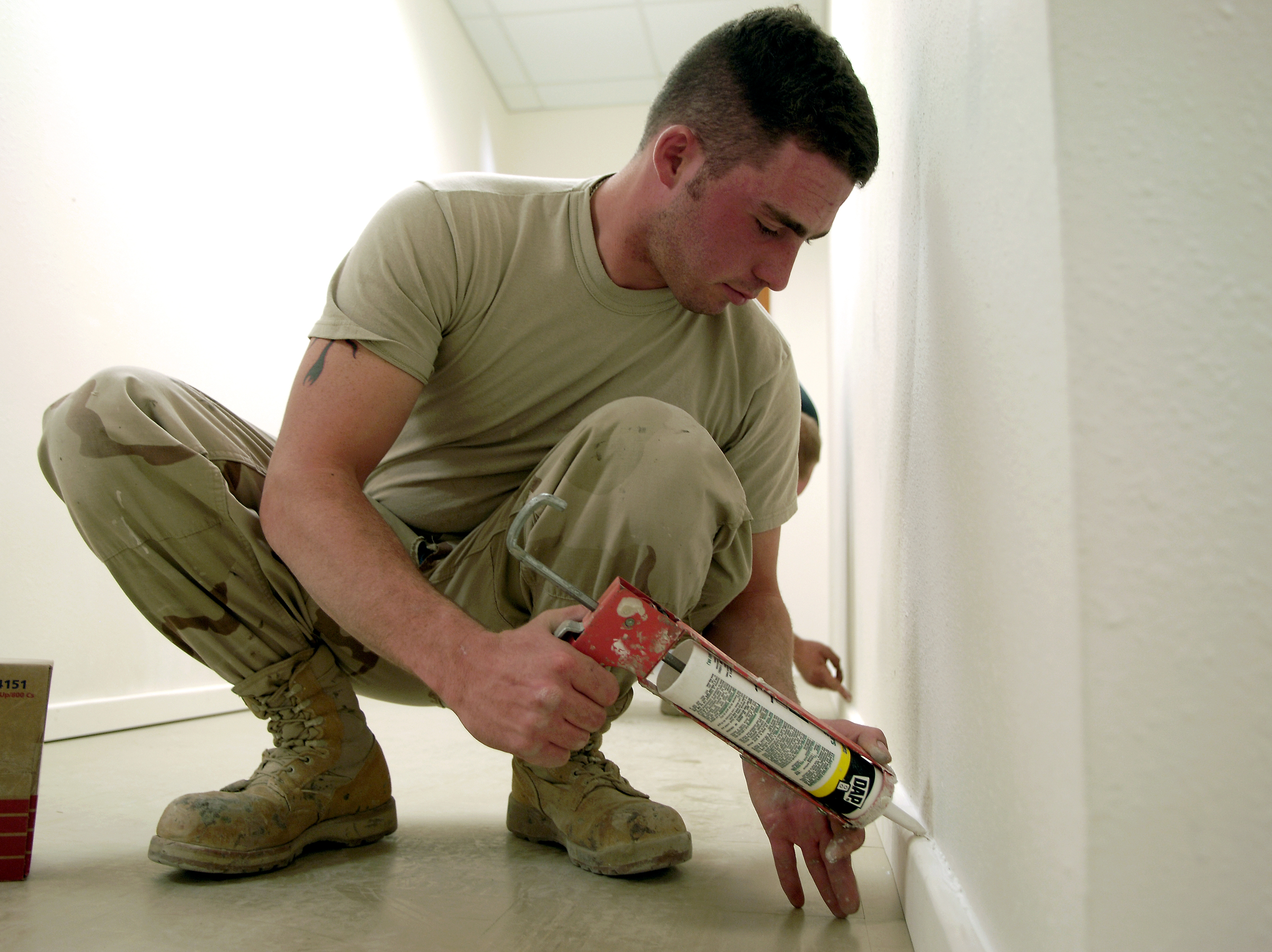
コーキング施工の例

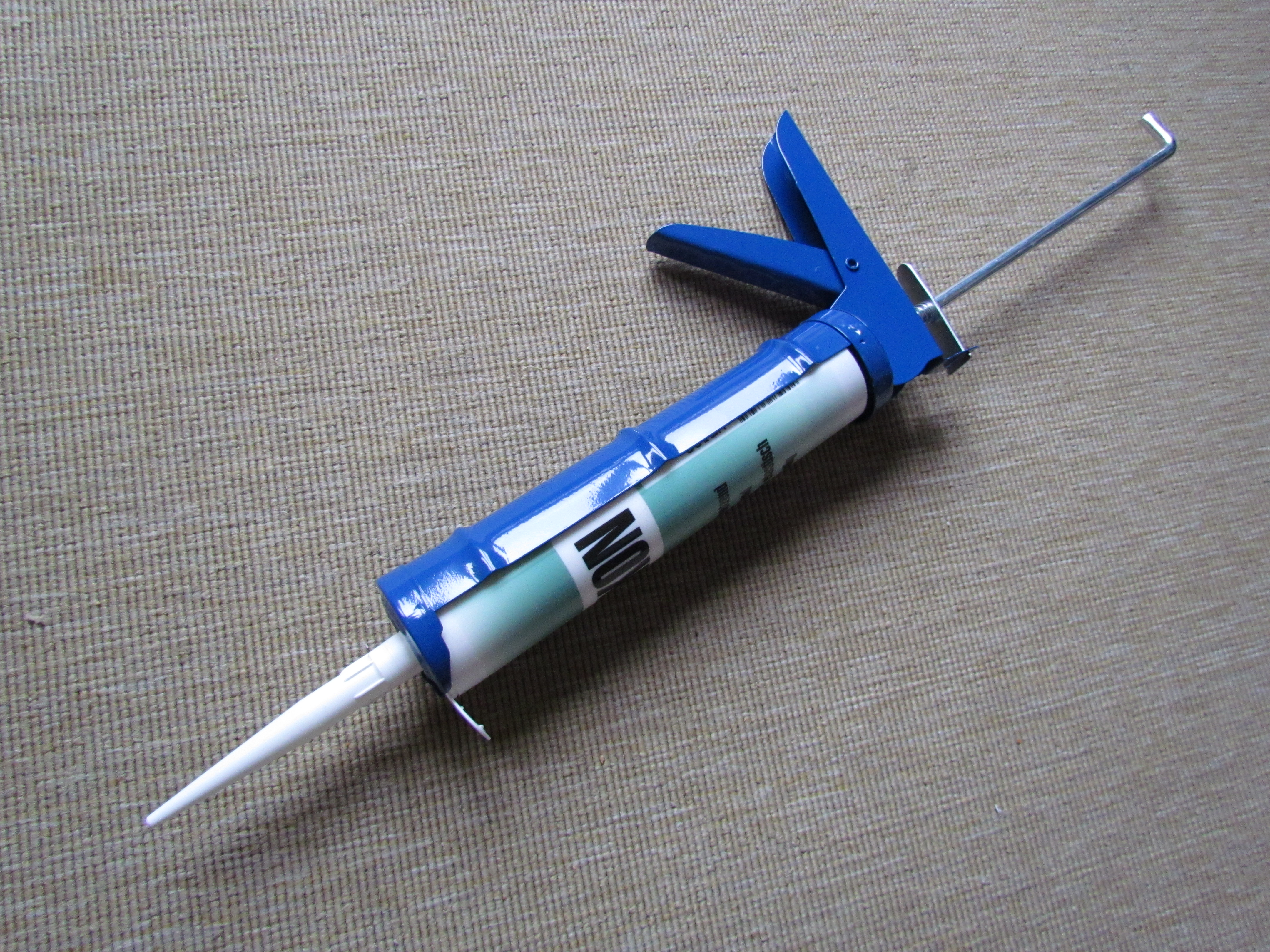
コーキング容器をセットしたコーキングガン

コーキング（英: caulking）は、建築物において、気密性や防水性向上を目的として、隙間を目地材などで充填すること。その材料であるパテなどをコーキング材（caulking compound）・コーキング剤（caulking agent）・充填材または単にコーキング、シーラントなどと呼ぶ。同じ意味の言葉にシーリング(sealing)がある。

## 種類
コーキング材にはシリコーン系（オルガノポリシロキサン）、変成シリコーン系（シリル基を末端に持つポリエーテル）、ポリウレタン系などがあり、それぞれ異なる用途で使用されている。
事前にすべての成分を混合してある「1成分型（1液性）」と、2液以上を混錬して使用する「多成分型（2液性など）」に分類される。
ガラスはめ込み（グレイジング）に使われているシーリング材は「タイプG」として、その他のものである「タイプF」と別に分けられている。また、目地幅の変形度によってクラスわけされており、さらに、変形度が大きいものに関しては、引っ張り応力に対する耐性の差（「モジュラス（modulus）」）により、サブクラスに分けられている。「高モジュラス」のほうが引っ張り応力に強い。変形度が小さいものに関しては、塑性変形するかしないかで、サブクラスわけされる。

## 材料
シーリング材は、原料ポリマー、硬化のための添加剤（乾燥硬化と非硬化タイプは除く）、粘性や硬化物の物性を調整するための添加剤で構成されている。
原料ポリマーは同じ原料であっても分子量や分岐の有無などが異なっている。
硬化のための添加剤は、原料ポリマーの種類や硬化機構により異なる。2成分系シーリング材の場合は、原料ポリマーと反応する物質（架橋剤）と触媒の両方または、どちらか一方が使用される。1成分系シーリング材の場合は、錫などの有機金属化合物、アミン化合物、および金属酸化物などが使用される。
添加剤には可塑剤、充填剤、着色剤、防かび剤、老化防止剤、だれ防止剤、接着付与剤、脱水剤などがある。
可塑剤は、使用時の作業性改善、硬化物への柔軟性付与を目的に使用される。多くの場合、フタル酸エステルが用いられる。
充填剤は、粘度調整、物性改良、増量を目的に使用され、炭酸カルシウム、シリカ、タルク、クレー、マイカなどが使用される。
着色剤は、硬化物の色をつけるために使用され、二酸化チタン、酸化鉄、カーボンブラックが代表的である。なお、シリコーンポリマーに微粉シリカを添加することで透明性のあるシーリング材を作ることができる。

## 「シーリング」と「コーキング」の使い分け
JIS K6800:1985「接着剤・接着用語」では、シーリング材（建築用は、JIS A 5758で規定）を「構造体の目地、間げき（隙）部分に充てん（填）して防水性、気密性などの機能を発揮させる材料」、油性コーキング材（建築用は、JIS A 5751で規定されていたが、2004年に廃止）を「展色材（天然樹脂、合成樹脂、アルキド樹脂など）と鉱物質充填剤（炭酸カルシウムなど）を混合して製造したペースト状のシーリング材、としている。相対変位の小さな目地のシールに使用される。鉱物質充填剤として、石綿は、現在使用が禁止されている」と区別している。
通称では、あらかじめ形が決まっているものをパッキンやガスケットと呼び、チューブ容器に入った専用の押出し機であるコーキングガン（caulking gun）で施工する樹脂性の物をコーキング材（コーキング）、シーリング材という事が多い。コーキングとシーリングは建築現場では同義語として使われる事が多く、建築現場では、職人の年代や所属している会社などによってコーキングかシーリングかは厳密には決まっていない。
一般的に建築工事で使用される公共建築工事標準仕様書では第9章防水工事第6節でシーリングと規定されているため設計図書・施工計画書などでは建築現場での呼称に関わらずシーリング・シーリング工事と規定されることが多く、厳密に規定されていると言っていい。